# أدب جميل

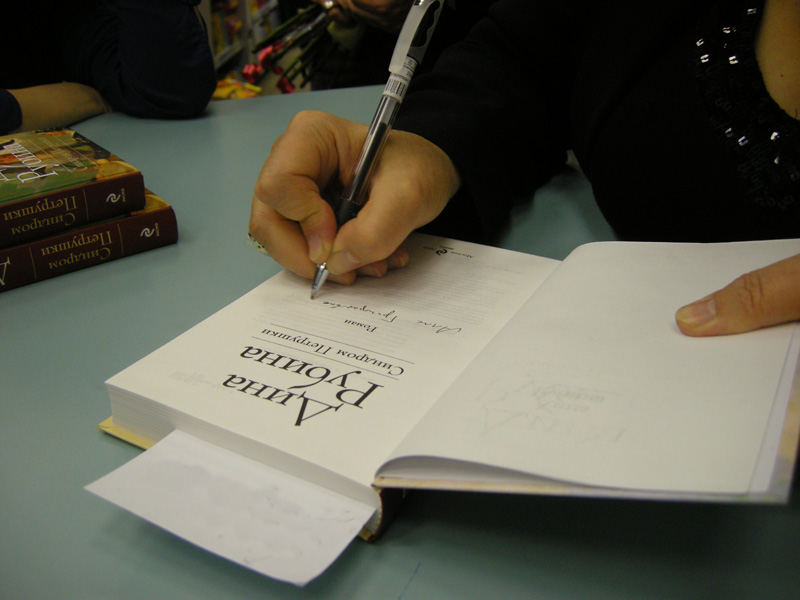
توقيع دينا روبينا

الأدب الجميل هو مصطلح يستخدم لوصف فئة من الكتابة الأدبية التي تقتضي الاهتمام بجمالية النص وشكلياته أكثر من قيمته الإخبارية. تشمل هذه الفئة أيضاً الشعر والدراما والأدب القصصي والنقد.